# Mănăstirea Scărișoara Nouă
Mănăstirea Scărișoara Nouă este o mănăstire ortodoxă de călugări situată în localitatea omonimă din comuna Pișcolț, județul Satu Mare, la 28 km sud-vest de Carei, 26 km nord de Valea lui Mihai și 62 km sud-vest de municipiul Satu Mare. 
Ansamblul monastic are în componență biserica de zid cu hramul „Nașterea Sfântului Ioan Botezătorul”, corpul de chilii, un paraclis și poarta de intrare. Acesta a fost ridicat în anul 1991, cu sprijinul sătenilor (o comunitate de moți colonizați pe aceste meleaguri în 1924), sub îndrumarea stareților Veniamin Pop (ieromonah) și Teofil Pop (protosinghel).

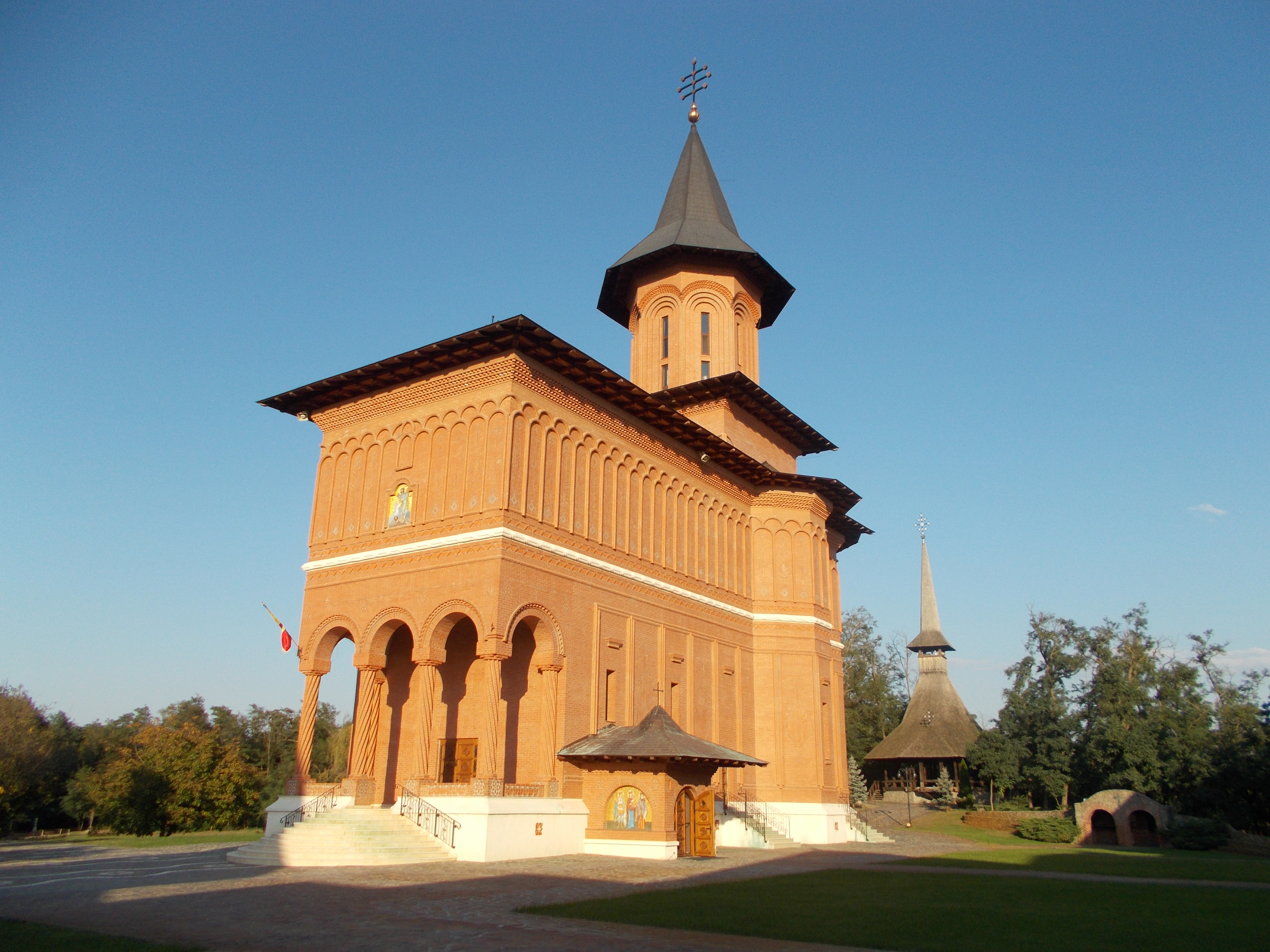
Biserica de zid „Nașterea Sfântului Ioan Botezătorul”